# 方振
方振，字葉文，號容齋，江西南昌縣人。清朝政治人物。

## 生平
方振於嘉慶六年（1801年）中式辛酉恩科二甲第六名進士。選庶吉士，散館授翰林院編修。嘉慶十五年（1810年）以右庶子出督福建学政。官至侍讀學士。著有《少悟斋诗集》。